# آتسوشی ایچیمورا
آتسوشی ایچیمورا (انگلیسی: Atsushi Ichimura؛ زادهٔ ۱۸ نوامبر ۱۹۸۴) بازیکن فوتبال اهل ژاپن است.
از باشگاه‌هایی که در آن بازی کرده‌است می‌توان به باشگاه فوتبال کونسادول ساپورو اشاره کرد.